# Darnell Valentine
Darnell Terrell Valentine, né le 3 février 1959 à Chicago, Illinois est un ancien joueur de basket-ball américain.

## Biographie
Il joue au niveau universitaire de 1977 à 1981 pour les Jayhawks de l'université du Kansas. Il est sélectionné dans l'équipe américaine qui doit disputer les jeux olympiques de 1980, mais en raison du boycott américain, il ne dispute pas les jeux de Moscou. Lors de la Draft 1981 de la NBA, il est sélectionné en 16e position par les Trail Blazers de Portland. Il passe ensuite dix ans dans la ligue et joue pour les Trail Blazers de Portland, Clippers de Los Angeles et les Cavaliers de Cleveland. Il part ensuite terminer sa carrière dans la ligue italienne.